# Karl Henry Schwerin
Karl Henry Schwerin (1936) es un botánico, y educador antropólogo estadounidense, y explorador y recolector en EE. UU., México, Ecuador. Se especializa en cactáceas.
Obtuvo su doctorado por la Universidad de California en Los Ángeles

## Algunas publicaciones
- dorothy j. Cattle, karl h. Schwerin. 1985. Food Energy in Tropical Ecosystems. Food & Nutrition in History & Anthropology Series 4. Ed. ilustr. de Gordon & Breach Sci. Publ. 290 pp. ISBN 2-88124-036-4, ISBN 978-2-88124-036-2

- william m. Denevan, karl h. Schwerin. 1979. Adaptive Strategies in Karinya Subsistence, Venezuelan Llanos. Ed. Univ. of Wisconsin, 91 pp.

- edward f. Castetter, prince Pierce, karl h. Schwerin. 1975. A Reassessment of Genus Escobaria. Cactus & Succulent J. 47 ( 2): 60–70

- karl H. Schwerin. 1969. Antropología social: 3 estudios. Publicaciones de la Universidad de Cuenca, 67 pp.

## Honores
- La abreviatura «K.H.Schwer.» se emplea para indicar a Karl Henry Schwerin como autoridad en la descripción y clasificación científica de los vegetales.[4]